# نازیسم و نژاد
ایدئولوژی نژادی حزب نازی، گونه انسان را به نژادهای گوناگون تقسیم می‌کرد. این ایدئولوژی شبیه به نظریه‌های انتخاب طبیعی و تکامل چارلز داروین بود. نازی‌ها نژادهای گونان انسان را نیز مشمول این نظریه می‌دانستند به این معنا که باور داشتند برخی از نژادها از دیگر نژادها تکامل یافته‌تر و متمدن‌تر هستند. رده‌بندی نژادهای انسان توسط نازی‌ها در دهه ۱۹۳۰ میلادی با بررسی نمونه‌هایی از هر نژاد انجام گرفت.
برخی معتقدند بدون نژادپرست بودن نیز می‌توان نازی بود؛ اما برخی برخلاف این عقیده را باور دارند.

## سلسله مراتب نژادی

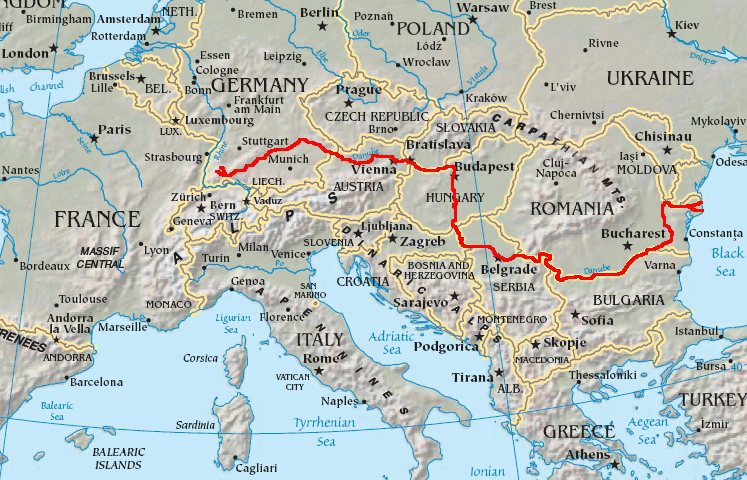
نظریه معتبر استپِ تجدیدنظر شده؛ هندواروپایی‌های غربی، مسیر رودخانه دانوب به رنگ قرمز. مطابق نظریه استپ مهاجرت به شرق باعث پیدایش فرهنگ سینتاشتا و پروتو-هندوایرانی شد

نازی‌ها مدعی بودند که با پژوهش‌های مستند و علمی، سلسله مراتبی را از نژادهای انسان به‌دست آورده‌اند. نگاه هیتلر به مسئله نژاد به‌خوبی در کتاب نبرد من در فصل ۱۱ «ملت و نژاد» قابل مشاهده است. آموزه‌هایی که به جوانان هیتلری آموزش داده می‌شد فصلی از همین کتاب به نام «نژاد مردم آلمان» بود. در این فصل به پژوهش‌های هانس گونتر اشاره شده‌است. در این فصل نژادهای اروپایی به این ترتیب طبقه‌بندی شده‌اند: نژاد نوردیک در رتبه نخست به عنوان برترین نژاد، نژاد اروپایی غربی (مدیترانه‌ای) در رتبه دوم، نژاد دیناریک سوم، نژاد اروپایی شرقی (آلپی) چهارم و در آخر نژاد بالتیک شرقی در رتبه پنجم.

### آریایی‌های نوردیک: آلمان، انگلیس، نروژ، ایسلند، دانمارک، هلند
بر باور هیتلر، نژادی به نام نژاد آریایی برترین نژاد انسان بود. بر پایه ایدئولوژی نازی‌ها، خالص‌ترین مردمان آریایی نژاد نوردیک در کشورهای آلمان، انگلستان، دانمارک، هلند، سوئد و نروژ هستند. نازی‌ها مشخصات چهره نژاد نوردیک را اینگونه توصیف می‌کردند: قد بلند (میانگین ۱۷۵ سانتی‌متر)، چهره کشیده، چانه برجسته، بینی باریک و صاف با برآمدگی کوچک، جمجمه کشیده، موی صاف و روشن، رنگ چشم روشن و پوست سفید. نازی‌ها ادعا می‌کردند که آلمان‌ها شاخه‌ای جنوبی از نژاد آریایی-نوردیک هستند. نازی‌ها همه آلمانی‌ها را از نژاد نوردیک (که بیشتر در شمال آلمان زندگی می‌کنند) نمی‌دانستند و بیان کردند که آلمان همچنین دارای جمعیت وسیعی از نژاد آلپی (دارای مشخصات ظاهری قد کوتاه‌تر، بینی پهن‌تر و مو و چشم‌های تیره‌تر) است. هیتلر و نگرشگر نژادی نازی، هانتس گونتر، باورد داشتند که این مشکل باید با اصلاح نژادی برطرف شود. نازی‌ها همواره تاکیید می‌کردند که دست‌کم ۵۵٪ آلمانی‌ها از نژاد نوردیک هستند.

### آریایی‌ها: فنلاندی‌ها
پس از اشغال شوروی توسط ارتش آلمان در ۱۹۴۱ میلادی، فنلاند نبردی تهاجمی را برای بازپس‌گیری بخش‌هایی از فنلاند که قبلاً در پیمان‌نامه صلح مسکو به شوروی واگذار شده بودند، آغاز کرد. فنلاند در این عملیات موفق به بازپس‌گیری این سرزمین‌ها شد. فنلاندی‌ها در ابتدا به‌خاطر ریشه فین‌واوگری خود، توسط متخصصان نژادی نازی‌ها، غیرمرتبط با دیگر کشورهای نوردیک شناخته شدند. به همین خاطر مردم سوئدی‌زبان فنلاند برای استخدام در ارتش و پیوستن به نیروی وافن اس‌اس ترجیح داده می‌شدند.
باتوجه به نقش مهم فنلاند در بخش شمالی جبهه شرقی جنگ، هیتلر در نوامبر ۱۹۴۲ دستور داد که کشور فنلاند به عنوان یک کشور نوردیک شناخته شود و با فنلاندی‌ها نیز مانند آریایی‌های واقعی رفتار شود.

### رده‌های پایین‌تر

#### بریتانیا
طبق گفته‌های گونتر، خالص‌ترین آریایی‌ها مردم منطقه اسکاندیناوی و شمال آلمان بودند، مخصوصاً سوئد و نروژ، گونتر باور داشت سوئدی‌ها و نروژی‌ها حدود ۸۰٪ خون آریایی دارند. اما جنوب آلمان و بریتانیایی‌ها نوردیک به‌شمار نمی‌آمدند. در آن زمان ۵۵٪ مردم آلمان (بخش‌های شمالی) نوردیک و مابقی از نژادهای آلپی (جنوب آلمان)، دیناریک یا بالتیک شرقی (شرق آلمان) به‌شمار می‌آمدند. به گفته گونتر مردم جزایر بریتانیا حدود ۶۰٪ دارای خون نوردیک، ۳۰٪ مدیترانه‌ای و ۱۰٪ آلپی هستند. او اضافه کرد که نژاد نوردیک در آلمان بیشتر در میان مردم پخش شده‌است اما در انگلستان نژاد نوردیک بیشتر میان طبقه‌های بالاتر اجتماعی وجود دارد. هیتلر از طبقه‌های پایین‌تر اجتماعی بریتانیا با اصطلاح «نامرغوب از لحاظ نژادی» یاد می‌کرد.

#### فرانسه
هیتلر باور داشت فرانسوی‌ها از لحاظ نژادی به آلمانی‌ها نزدیک‌اند اما با آلمانی‌ها کاملاً یکسان نیستند. او در مورد فرانسوی‌ها اینگونه گفت: «فرانسه تا ابد با ما دشمن خواهد ماند. آن‌ها علاوه بر خون نوردیک خود، دارای خون دیگری هستند که با ما غریبه است.» گونتر گفت که فرانسوی‌ها اغلب از نژاد آلپی و مدیترانه‌ای هستند اما با این حال نژاد نوردیک نیز میان آنان وجود دارد. او ۲۵٪ فرانسوی‌ها را نوردیک، ۵۰٪ آلپی و ۲۵٪ مدیترانه‌ای می‌دانست.
هیتلر قصد داشت شمار زیادی از فرانسوی‌ها را اخراج کند تا بتواند آلمانی‌ها را به جای آن‌ها ساکن کند. قرار بود حدود ۷ میلون از فرانسوی‌ها تبعید شوند و حداقل یک میلیون آلمانی به‌جای آن‌ها ساکن شوند. اما این طرح پس از عملیات بارباروسا متوقف شد و هرگز اجرا نشد.

### آریایی‌های مدیترانه‌ای: ایتالیایی‌ها، یونانی‌ها، فرانسوی‌ها، اسپانیایی‌ها
نازی‌ها ایتالیایی‌های جنوبی و مرکزی، اسپانیایی‌ها، پرتغالی‌ها، فرانسوی‌های جنوبی و یونانی‌ها را به عنوان مردمانی که ریشه نژادی مشترکی با آلمانی‌ها دارند، در نظر می‌گرفتند؛ اما آن‌ها را آریایی نوردیک نمی‌دانستند بلکه فرعی بنام آریایی‌های مدیترانه‌ای می‌دانستند. نازی‌ها نژاد مدیترانه‌ای را در زمینه هنر، برتر از نوردیک‌ها می‌دانستند اما آن‌ها را در زمینه صنعت پایین‌تر از نوردیک‌ها و بریتانیایی‌ها می‌دانستند. در متون نازی‌ها، نژاد مدیترانه‌ای با مشخصات ظاهری مو و چشم قهوه‌ای، پوست متمایل به قهوه‌ای یا سفید برنزی، کوتاه قد (میانگین ۱۶۳ سانتی‌متر) با جمجمه کشیده یا معمولی معرفی می‌شدند.

### آریایی‌های ایرانی: پارس‌ها، شمالی‌ها، پشتون‌ها، آذری‌ها، کردها، لرها و نورستانی‌ها

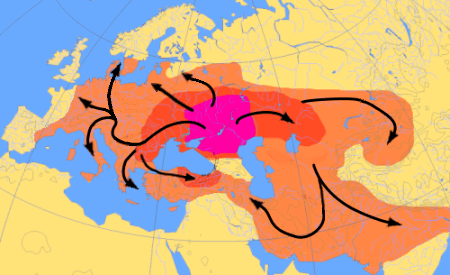
فرضیه کورگان؛ مهاجرت اقوام آریایی (هندواروپایی) از ۴۰۰۰ هزارسال تا ۱۰۰۰ سال پیش از میلاد انجامید. طبق این فرضیه مناطقی وسیعی از سراسر ایران، قفقاز، شبه قاره هند، کمی آسیای میانه، کمی سوریه، آناتولی (ترکیه)، روسیه و اروپا از تمدن، زبان و ژنتیک آریایی‌ها به دلیل مهاجرت‌های بزرگ آنان شدیداً تأثیر گرفته است. دستکم ایران در تمام فرضیات و نظریات معتبر مشمول شده‌است.

مردی از نژاد آریایی، شاخه «ایرانی-افغانستانی» از آگوست هنری کین قوم‌شناس ایرلندی (۱۸۹۹). توجه شود واژه افغانستانی در اینجا بیشتر به پشتون‌ها و دیگر هندوایرانی‌ها اشاره دارد و اقوام با فرضیه‌ی مغولوئیدی و ترک‌تباری مانند هزاره‌های افغانی را اصلا شامل نمی‌شود

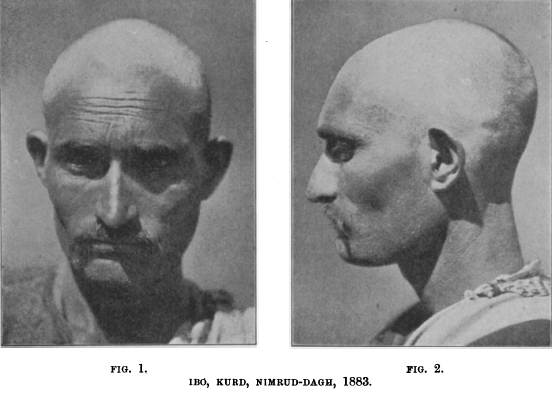
مردی از نژاد آریایی، شاخه «ایرانی-کردی» از استان آدیامان ترکیه (۱۹۱۱)

تعریف آریایی در ایران مانند برزیل متفاوت است، ایرانیان اغلب استخر ژنتیکی با خون غالب آریایی که بیشتر معنای پذیرش تمدن آریایی میدهد قبول دارند.
سال ۱۹۳۶ میلادی آلمانی‌ها ایرانیان را «آریایی‌های پاکیزه‌خون» نامیدند و آن‌ها را در کنار سوئدی‌ها، نروژی‌ها، دانمارکی‌ها، هلندی‌ها، انگلستانی‌ها، فرانسوی‌ها و اسکاتلندی‌ها از قوانین نورنبرگ مصون ساختند، یکسال بعد یعنی سال ۱۹۳۷ میلادی داوود منشی‌زاده حزبی را تحت عنوان سومکا تأسیس کرد.
نازی‌ها در اوایل سال ۱۹۳۳ میلادی قصد افزایش نفوذ خود را در ایران داشتند. روزنامه‌ای به نام ایران باستان توسط نازی‌ها اداره و تأمین مالی می‌شد. مسئول این روزنامه یک ایرانی به نام عبدالرحمان سیف آزاد بود. این نشریه و دیگر نشریه‌های نژادگرا در دهه ۱۹۳۰ میلادی در میان نخبگان جامعه ایرانی پرطرفدار بودند. در این نشریات گذشته پرافتخار ایران باستان و ایران پیش از اسلام بزرگ دانسته و داشته می‌شد و ترک‌-مغول‌ها (نه آذری‌ها) و اعراب برای عقب‌ماندگی ایران نکوهش می‌شدند.

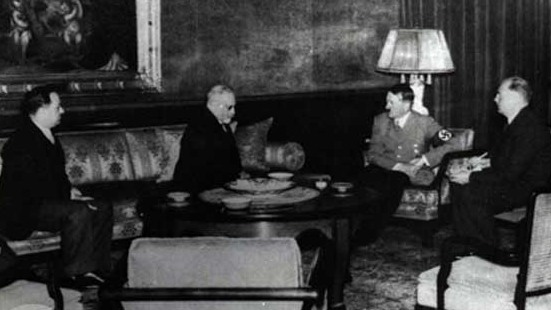
دیدار حسن اسفندیاری و موسی نوری اسفندیاری با آدولف هیتلر

اندیشه‌های نازیسم بیشتر میان مقامات دولتی و قشر نخبگان و روشنفکران جامعه ایران محبوب بودند. حتی اقوام غیر پارسی ایرانی نیز تمایل داشتند خود را آریایی معرفی کنند. هیتلر ایران را کشوری آریایی اعلام کرد. نام کشور ایران نیز در سال ۱۹۳۵ میلادی با پیشنهاد سفیر آلمان، در مجامع بین‌المللی از پرشیا به ایران تغییر پیدا کرد.
اداره سیاست نژادی ان‌اس‌دآپ در سال ۱۹۳۶ ترک‌های غیر یهودی را در رده اروپاییان به‌شمار آورد اما در مورد اعراب و ایرانی‌ها اظهار نظری نکرد. سال بعد در بازی‌های المپیک تابستانی ۱۹۳۶ نازی‌ها، مصری‌ها را مشمول قوانین نورنبرگ ندانستند. سفیر ایران در برلین در پیامی به مقامات آلمانی اظهار کرد که ایرانیان از لحاظ نژادی با آلمانی‌ها مرتبط هستند؛ وزیر امور خارجه آلمان اینگونه پاسخ داد که «تمایز ایرانیان و آلمانی‌ها، تمایز میان آریایی‌ها و غیر آریایی‌ها نیست؛ بلکه این تمایز میان آلمانی‌ها و نژادی از لحاظ خونی مرتبط در یک سو با یهودیان در سوی دیگر است که از لحاظ نژادی کاملاً با این دو بیگانه هستند».

### غیر آریایی‌ها: ژاپنی‌ها و چینی‌ها
بر پایه نوشته‌های خود آدولف هیتلر:
افتخار به نژاد خود — این شامل تحقیر دیگر نژادها نمی‌شود — احساسی طبیعی است. من هیچگاه ژاپنی‌ها و چینی‌ها را پایین‌تر از خودمان ندانسته‌ام. آن‌ها به تمدن‌های باستانی تعلق دارند و من اعتراف می‌کنم که آن‌ها تاریخ برتری نسبت به ما دارند. آن‌ها حق دارند به گذشته خود افتخار کنند همان طوری که ما باید به تمدنی که به آن تعلق داریم، افتخار کنیم. در واقع، هرچه ژاپنی‌ها و چینی‌ها بیشتر به نژاد خود افتخار کنند، برای من آسان‌تر خواهد بود تا با آن‌ها همراهی کنم.
هیتلر از سال ۱۹۰۴، پس از شکست امپراتوری روسیه از ژاپن در جنگ روسیه و ژاپن، از امپراتوری ژاپن حمایت می‌کرد زیرا در آن زمان باور داشت شکست روس‌ها از ژاپن در واقع شکست سیاست اسلاویسم اتریشی است. او در کتاب نبرد من احترام خود نسبت به ژاپنی‌ها را ابراز می‌کند.
اگرچه ژاپنی‌ها از نژاد متفاوتی بودند اما ایدئولوگ‌های نازی مانند هاینریش هیملر آنان را دارای ویژگی‌های برتر کافی برای پایبندی به هم‌پیمانی با آلمان می‌دانستند. هیملر که خود تحت تأثیر فلسفه شرق و ادیان شرقی قرار گرفته بود در جایی بیان می‌کند که دوست او، هیروشی اوشیما، باور داشت که طبقه‌های اجتماعی اشرافی در ژاپن، دایمیو و سامورایی، از جانب خدایان فرود آمده‌اند. این دیدگاه به اندیشه‌های خود هیملر مبنی بر اینکه نژاد نوردیک از بهشت به زمین آمده‌است، شبیه بود.
کارل هاوسهفر، که اندیشه‌های وی در گسترش دیدگاه‌های توسعه طلبانه هیتلر تأثیر گذاشته بود، ژاپن را ملتی برادر با ملت آلمان می‌دانست. او در سال ۱۹۰۸ میلادی برای مطالعه ارتش ژاپن و نیز دادن توصیه‌هایی به آن‌ها به عنوان مربی توپخانه، توسط ارتش آلمان به توکیو فرستاده شد.
با این همه قوانین ژاپنی‌ها هنوز مشمول قوانین نژادپرستانه نازی‌ها بودند. دولت نازی پس از به قدرت رسیدن در سال ۱۹۳۳ این قوانین را تصویب کرد و این امر مخالفت دولت ژاپن را برانگیخت. یوهان فون لیرس با نفوذ خود خواهان اجرا نشدن این این قوانین برای ژاپنی‌ها شد؛ هم باتوجه به ادعای ریشه آریایی ژاپنی‌ها و هم به دلیل هم‌پیمانی ژاپن و آلمان. وزارت امور خارجه نازی‌ها چندین بار خواهان معافیت ژاپنی‌ها از این قوانین شد اما این درخواست توسط دیگر نهادهای نازی از جمله اداره سیاست نژادی ان‌اس‌دآپ رد شد.
وزیر امورخارجه وقت آلمان، کنستانتین فون نویرات، در مقابل مخالفت‌های دولت ژاپن، به دروغ مدعی شد که ژاپنی‌ها از این قوانین معاف هستند. در آوریل سال ۱۹۳۵ قانونی به تصویب رسید که به سبب آن می‌بایست در برخی قوانین نژادپرستانه‌ای که روابط دیپلماتیک آلمان را به خطر می‌اندازند، استثنائاتی قائل شد. به سبب این قانون با ژاپنی‌ها به صورت فردی و جداگانه برخورد می‌شد. کسانی که مشمول این قوانین می‌شدند ممکن بود نتوانند کار پیدا کنند یا ازدواج بین نژادی بکنند. دولت آلمان بیشتر آلمانی-ژاپنی‌ها را از این قوانین معاف می‌کرد. همچنین دولت آلمان مطبوعات آلمانی را از مطرح کردن قوانین نژادپرستانه مربوط به ژاپنی‌ها، منع کرد.

### مادون انسان‌ها: کولی‌ها، یهودی‌ها، برخی اسلاوها

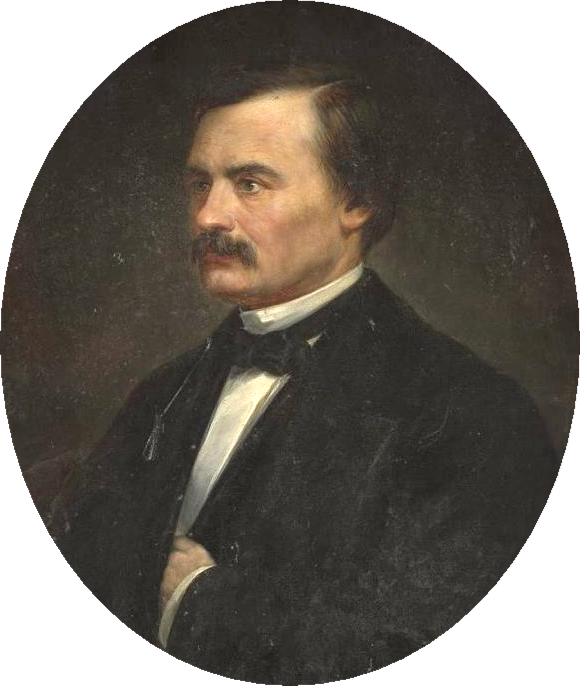
براساس نوشته‌های تز منشأ انسان‌شناختیِ «فرانسیس دوچینسکی» نژادشناس لهستانی‌تبار، اوکراینی‌ها و آلمانی‌ها و لهستانی‌ها و لاتین‌ها بیشتر از روس‌ها، آریایی محسوب می‌شدند

نازی‌ها باور داشتند اروپای شرقی، مخصوصاً بخش‌های اسلاوی زبان، پست‌ترین نقاط اروپا از لحاظ نژادی هستند. گونتر بیان کرد: «اروپای شرقی گذاری تدریجی از ترکیب نژادی مردم اروپای مرکزی به نژادهای عمدتاً بالتیک شرقی و زردپوست را نشان می‌دهد. به‌خاطر شباهات ظاهری نژادهای زردپوست و بالتیک شرقی مرز بندی این دو از یکدیگر دشوار است.» تصور می‌شد که روسیه ۲۵٪ از نژاد نوردیک است و دیگر مناطق اروپای شرقی کم‌تر از نژاد نوردیک هستند. البته نازی‌ها در هنگام فتح لهستان از دیدن کودکان موبلوند و چشم آبی متعجب شدند و آن‌ها را آریایی قلمداد کردند.
یهودی‌ها، اسلاوها، کولی‌ها (شامل لهستانی‌ها و صرب‌ها از دید نازی‌ها مادون انسان و از نژادهای پست به‌شمار می‌آمدند. در این طبقه‌بندی اسلاوها در جایگاه نخست، سپس کولی‌ها و در آخر یهودی‌ها به عنوان پست‌ترین نژاد قرار داشتند. برای نازی‌ها اصطلاح آریایی شامل اروپای‌های غیر یهودی نمی‌شد؛ بلکه تنها مردمانی که صورت قبیله‌ای به خون آلمانی مرتبط بودند، آریایی محسوب می‌شدند. هیتلر دشمنان داخلی را مقصر شکست آلمان در جنگ جهانی اول و تضعیف اقتصادی آلمان پس از پیمان ورسای می‌دانست. یهودی‌ها مسبب این خرابکاری‌ها در داخل آلمان شناخته می‌شدند؛ بنابراین نازی‌ها آن‌ها را جز پست‌ترین نژادها طبقه‌بندی کرده بودند و از اصطلاحاتی مانند مادون انسان و خوک برای تحقیر یهودیان استفاده می‌کردند.
برچسب مادون انسان تمامی حقوق شهروندی یک انسان را از او سلب می‌کرد و حتی جان چنین انسان‌های دیگر هیچ ارزشی نداشت و آن‌ها تنها برای از بین بردن یا بردگی مناسب بودند. در دوران حکومت نازی‌ها در مدارس تفاوت‌های میان انسان‌های برتر (آلمان‌های نوردیک) و مادون انسان‌ها (یهودی‌ها و اسلاوها) به کودکان آموزش داده می‌شد.